# Muskogee
Muskogee (Muscogee, Muscogulgee, Creek) su indijanski narod s američkog Jugozapada u Alabami i Georgiji. Jezično pripadaju porodici Muskhogean (Muskogean) kojoj su i dali svoje ime. Ime Muskogee u rana vremena označavalo je nekoliko manjih plemena od kojih su se sastojali kao narod. Oni su također bili vodeće 'pleme' saveza Creek koji je okupljao nekoliko drugih grupa, neka od njih nisu ni pripadala ovoj grupi. Danas Muskogee žive u Oklahomi, Alabami i Floridi gdje na koncu 20. stoljeća broje 20,000 duša, po drugim informacijama i više. 

## Ime
Ime muskogee došlo je možda iz shawnee jezika u značenju 'močvarna zemlja' ili ' swampy ground ', nazivani su i Creek, prema brojnim potocima kojih ima na teritoriju ovih Indijanaca. Susjedni Indijanci Biloxi nazivali su ih Sko'-ki han-ya, a pleme Hitchiti Ochesee. Wyandoti su ih nazivali Ku-ű'sha, a Cherokee sličnim imenom Ani'-Gu'sa. Ova dva posljednja naziva došla su po njihovom 'gradu' na rijeci Coosa.

## Plemena
- Abihka.- Ovo pleme živjelo je u okruzima St. Clair, Calhoun, i Talladega u Alabami. Imali su više sela, to su: Abihka-in-the-west, u Oklahomi. Ovo selo su podigli nakon ‘Staze suza’; Abihkutci, na Hatchee Creeku, Talladega County, na zapadnoj obali 5 milja (8 km) od rijeke Coosa; Kan-tcati, na ili blizu Chocolocko ili Choccolocco Creeka;  Kayomalgi, ovo selo možda je bilo naseljeno Indijancima Shawnee ili Chickasaw, nalazilo se blizu Sylacauge u okrugu Talladega; Lun-ham-ga, lokacija ovog sela je nepoznata; Talladega, na Talladega Creeku, istoimeni okrug; Tcahki lako, posljednje selo Abihka, nalazilo se na Choccolocco Creeku u okrugu Talladega ili Calhoun.
- Atasi.- Pleme Atasi iz Alabame imalo je svoje sela na gornjem toku rijeke Ocmulgee, na rijeci Chattahoochee, rijeci Tallapoosa (okrug Tallapoosa), na južnoj obali Tallapoose u okrugu Macon i posljednje 5.  u okrugu Elmore.
- Coosa.- Coosa Indijanci živjeli su u Alabami (okruzi: Randolph, Tallapoosa, Elmore, Lee) i Georgiji (Okruzi Troup i Heard). Sveukupno imali su 31 selo, uklljučujući i ona koja su podigli u Oklahomi nakon deportacije (Tulsa Canadian, Tulsa Little River). Sela: Atcinaulga, Big Tulsa, Chatukchufaula, Chuleocwhooatlee, Holitaiga, Imukfa, Ipisagi, Kohamutkikatsa, Little Tulsa, Lutcapoga, Nafape, Okfuskee (dva s istim imenom, jedno je bilo na ušću Hillabee Creeka, drugo na ušću Sand Creeka, i jedno i drugo u okrugu Tallapoosa), Okfuskutci (3 istog imena, dva na Tallapoosi u Alabami, jedno u Georgiji na rijeci Chattahoochee u okrugu Troup), Old Coosa, Otciapofa, Saoga-hatchee, Tallassehasee, Tcahkilako, Tcatoksofka, Tcawokela, Tculakonini, Tohtogagi, Tukabahchee Tallahassee (ovo selo je kasnije nazivano Talmutcasi,; nalazilo se na rijeci Tallapoosa), Tukpafka.
- Coweta.-Rana lokacija Coweta Indijanaca bila je na gornjem Ocmulgeeju, a tek kasnije na zapadnoj obali Chattahoochee Rivera u okrugu Russell u Alabami. Njihova sela bila su Coweta Tallahassee (kasnije Likatcka ili Broken Arrow), izgleda nalazilo se na zapadnoj obali Chattahoochee Rivera u okrugu Russell u Alabami.  Ostala su bila Katca tĺstĺnĺgi's Town, tri bezimena naselja i selo Wetumpka na Big Uchee Creeku, 12 milja od majčinskog grada Coweta Tallahassee.
- Eufaula.-Eufaula Indijanci živjeli su kod ušća rijeke Eufaule i u okrugu Tallapoosa, Alabama, također u Georgiji u okrugu Clay. Dio Eufaula živio je i s floridskim Seminolama. Sela su im bila Upper Eufaula, Lower Eufaula ili Eufaula hopai, Eufaulahatchee ili Eufaula Old Town.
- Hilibi.Hilibi su nastavali područje gdje se spajaju vode Hillabee i Bear Creeka u okrugu Tallapoosa, Alabama. Imali su 6 sela, to su: Anetechapko, Etcuseislaiga, Kitcopataki, Lanutciabala, Little Hilibi,  i Oktahasasi.
- Holiwahali.-Holiwahali su sa sjeverne obale Tallapoose u Alabami, okrug Elmore. Jedno selo bilo je poznato pod imenom Laplako, a nalazilo se na južnoj obali Tallapoose u okrugu Montgomery.
- Kasihta.-Najpoznatija lokacija ovog plemena bila je na istočnoj obali Chattahoochee Rivera,  u okrugu Chattahoochee u Georgiji.  Deset sela su imali, to su: Apatai, Salenojuh, Sicharlitcha, Tallassee Town, Tuckabatchee Harjo's Town, Tuskehenehaw Chooley's Town, i 4 naselja čija imena nisu poznata, neka su bila i u Alabami.
- Okchai.-Okchai su iz Alabame, imali su 7 sela: Asilanabi, na Yellow Leaf Creeku u okrugu Shelby; Lĺlogĺlga, ili Fish Pond, u okrugu Tallapoosa ili Coosa; Okchai, bila su dva sela s ovim imenom, jedno ej bilo na donjoj Coosi u okrugu Elmore, drugo na jugoistoku okruga Coosa na potoku koji nosi njihovo ime a utječe u Kialaga Creek. Selo Potcas hatchee, bilo je možda u okrugu Clay ili Coosa,na gornjem toku Hatchet Creeka. Tcahki lako, nalazio se na Chattahoochee Riveru, a lokacija sela Tulsa hatchee nije poznata.
- Pakana.-Pakana Indijanci imali su selo na Hatchet Creeku, u okrugu Coosa, zvalo se Pakan Tallahassee. Dio Pakana koji se nastanio kod Fort Toulouse u kraju gdje se sastaju vode Coose i Tallapoose, odlaze kasnije u Louisianu. -Pakana Indijance nalazimo poslije čak u Texasu.
- Tukabahchee.-Tukabahchee su iz Alabame u okrugu Elmore na rijeci Tallapoosa. Poznato je samo jedno njihovo selo, Wihili, ali lokacija nije poznata.
- Wakokai.-Wakokai su sa srednjeg toka Hatchet Creeka u okrugu Coosa, Alabama. Tri su sela imali: Sakapadai, Tukpafka i Wiogufki.

Druge manje grupe Muskogee Indijanaca bile su:
- Fus-hatchee. Su živjeli na sjevernoj obali Tallapoose, okrug Elmore, bili su možda srodni Holiwahali Indijancima
- Kan-hatki, također sa sjeverne obale Tallapoose i možda srodni Holiwahalima.
- Kealedji. Oni su možda ogranak Tukabahchee Indijanaca. Dio je obitavao na rijeci Ocmulgee, dio na Kialaga Creeku u okruzima Elmore i Tallapoosa. Manja grana Hatcheetcaba, živjela je zapadno od Kealedja, možda u okrugu Elmore.
- Kolomi. Su s rijeke Ocmulgee, srednjeg toka Chattahoocheeja I sjeverne obale donje Tallapoose u okrugu Elmore. Oni su moguće također srodni Holiwahalima.
- Wiwohka Indijanci su s ušća Hatchet Creeka u okrugu Coosa, Alabama, te na Weoka Creeku, okrug Elmore.

Muskogee su nadalje imali još 55 sela čija imena su poznata. Neka od ovih sela zacijelo su nosila i plemenska imena kao: Ninnipaskulgee, ovo pleme poznato je i pod imenom Road Indians.  Ime Talapoosa (s jednim ‘l’) označavalo je gradove i plemena Creek Indijanaca s rijeke Tallapoose. Selo Talapoosa nalazilo se na mjestu gdje se sastaju Coosa i Tallapoosa, a bilo je udaljeno jedan dan putovanja od Fort Toulousea.

## Sela
Upper Creek: Abihka, Abikudshi (Abihkutci), Alkehatchee, Anatichapko, Assilanapi, Atasi, Atchinaalgi, Atchinahatchi, Aucheucaula, Canjauda, Cayomulgi, Chakihlako, Chananagi, Chatoksofki, Chatukchufaula, Chiaha, Cholocco Litabixee, Conaliga, Coosahatchi, Cow Towns, Eufaula, Fusihatchi, Ghuaclahatche, Hatchichapa, Hillabi, Hlanudshiapala, Hlaphlako, Hlahlokalka, Huhliwahli, Ikanachaka, Ikanhatki, Imukfa, Ipisogi, Istapoga, Istudshilaika, Kailaidshi, Keroff, Kitolopataki, Kohamutkikatska, Kulumi, Kusa, Littefutchi, Lutchapoga, Muklassa, New Eufaula, Ninnipaskulgees, Niuyaka, Oakfuskee, Oakfuskudshi, Okchayi, Okchayndshi, Ooeasa, Opilhlako, Oselarneby, Otituchina, Pakan Tallahassee, Pinhoti, Potchushatchi, Sakapatayi, Satapo, Saugahatchi, Sukaispoka, Taladega, Talasi, Talasihatchi, Talapoosa, Taliposehogy, Tukabatchi, Tukabatchi Tallahassee, Tukpafka, Tukhtukagi, Tuskegee, Uktaliasasi, Ullibahali, Wakokayi, Weogufka, Wetumpka, Wewoka, Woksoyudshi.
Lower Creek i Hitchiti: Amakalli, Apalachicola, Apatai, Chattahoochee, Chiaha, Chiahudshi, Chihlakonini, Chiskatalofa, Chukahlako, Cotohautustennuggee, Donally's Town, Ematlochee, Finhalui, Hatchichapa, Hihagee, Hlekatska, Hogologes, Hotalihuyana, Huhlitaiga, Itahasiwaki, Kaila, Kasihta, Kawaiki, Kawita, Nipky, Ocheeses, Ocmulgee, Oconee, Okitiyakni, Osotchi, Sawokli, Sawokliudshi, Secharlecha, Suolanocha, Tamali, Telmocresses, Wikaihlako.

## Povijest i običaji
Muskogee su po tradiciji u svoju domovinu došli sa zapada nastanivši se u području rijeke Chattahoochee na granici Alabame i Georgije, te uz rijeku Coosa i Alabama. Njihova organizacija bila je po 'gradovima' (u njihovom jeziku talwa, italwa; postojali su crveni i bijeli gradovi), bilo ih je između 50 i 80, te oko 20 etničkih grupa koje su govorile različitim jezicima. Britanski trgovci iz novo-utemeljenog grada Charlestown u South Carolini, nazivali su ove Indijance Ochese Creeks. Termin je kasnije skračen na Creeks. Antropološki gledano oni su porijeklom od civilizacije Mississippian. Kada je Hernando de Soto 1539. došao u ova područja u potrazi za blagom, kultura Mississippian naglo propada. Ratovi i bolesti pobili su 90% stanovništva. Preživjeli se naseljavaju na jugozapadu, to su naši Muskogee. 
Muskogee su bili neprijateljski nastrojeni prema Španjolcima, ali,  prijateljski prema Britancima u rano kolonijalno doba. 1813. – 14. (Creek War) izvršili su pokolj nad mnogo bijelaca i crnaca u Fort Mimsu. Andrew Jackson ih je zatim porazio u bici na Horseshoe Bendu. Mirovni ugovor potpisan je 1814., Muskogee gube trećinu svog teritorija u korist Sjedinjenih Država. Deportacije Creeka zapadno od Mississippija poćinju 1820.-tih. Glavnina ih je 1830.-tih s plemenima Cherokee, Chickasaw, Choctaw i dio Seminola deportiran u Oklahomu, tzv. 'Trail of Tears' ili 'Staza suza'. Ovih 5 plemena prozvani su poznatim imenom 'Five Civilized Tribes'.
U 18. stoljeću Muskogee žive u konfederaciji, braneći svoje granice od upada izvana. Nakon odlaska u Oklahomu ova konfederacija prerasta u naciju pod imenom Muskogee Nation.
Manja naselja (talofa) bila su vezana uz veče gradove, nastajali su kako je rasla i populacija. Creeki su bili sjedilački narod, živjeli su u pokrivenim kućama, ne u tepeejima ili wigwamima. Njihovi domovi nalazili su se oko ceremonijalnih centara (pascova)  kojima su pripadale i impresivne zemljane piramide. Poput drugih Jugoistočnih Indijanaca svoja tijela su tetovirali. 
Kod Creeka politička struktura sastojala se od poglavice čija je titula 'mico' (izgovor majko), njegovog asistenta i poglavice-govornika koji se titulirao s Mico Apokta.  Ovo je bio model za suvremenu upravu današnjih Muskogeeja. 
Busk Dance.   -Ekonomija Muskogeeja temelji se na poljoprivredi, kukuruz, grah i 'squash'-tikve bile su glavne kulture. Kukuruz je svakako glavna kultura. Kukuruzu su bile posvećene ceremonije poznate kao Busk Dance ili Green Corn Dance. Ova ceremonija traje 8 dana. Prvoga dana su pripreme, čisti se teren i priprema 'crno piće; Black drink' od dature. Drugoga dana priprema se mladi kukuruz, mliječnim sokom zgnječenih mladih zrnaca mažu se po licu i grudima. Trečega dana na svečanosti su prisutni samo muškarci. Četvrtog dana žene okićena ognjišta posvećuju žeravicama svete vatre. Petog dana na svetu vatru Indijanci stavljaju četiri velika debla i piju crno piće. Posljednjeg dana vrhunac je svečanost. U vodi se miješa 14 vrsta divljih biljaka i time vrač maže tijela Indijanaca. Ovo bi izgleda trebalo štiti od bolesti, kod Seminola to pali cijelu godinu. 
-Creeki su imali 'gradove' grupirane u crvene gdje su se održavale ratne ceremonije, i bijele (za ceremonije mira).

## Organizacija
fratrija i klan
Klanovi Muskogeeja bili su organizirani u dvije polovice, to su Hathagalgi ili "People of the White," i Tcilokogalgi, "Foreigners". Svaka polovica sastojala se od 4 glavna klana, neki su se granali na više potklanova. Situacija je:
Bijela polovica Hathaga
- I. Hotalgalgi, Wind (Vjetar)

a. Konalgi, Skunk (vrsta američkog tvora)
- II. Itchaswillgi, Beaver (Dabar)
- III. Nokosalgi, Bear (Medvjed)

a. Yahalgi, Wolf (Vuk)
- IV. Fuswalgi, Bird (ptica)

Tcilokoko (Red ?) su izgleda, prema njihovoj podjeli gradova, ljudi crvene polovice (fratrije).
- I. Aktayatcalgi,

a. Toclalgi, Fox (lisica).
- II. Katcalgi, Panther (Pantera)

a. Kowakatcalgi, Wildcat (Divlja mačka). 
- III. Ahalagalgi, Potato (Krumpir).

a. Halpatalgi, Alligator (Aligator).
b. Wotkalgi, Raccoon (Rakun). 
c. Sopaktalgi, Toad (Žaba). 
- IV. Itcoalgi, Deer (Jelen).

L. H. Morgan malo drugačije speluje imena ovih klanova, to je razumljivo, razvoj jezika i neki drugi faktori mogli su dovesti do manje razlike.  -Morgan pak navodi 22 'roda' Muskogee Indijanaca i neki na gornjoj listi fale, to su: Krtica (Tuk'-ko), Klan 'Pantera' naziva Tigar (Kat'-chu), tigrovi naravno ne žive u Sjevernoj Ameici. Klan Orah (O-che'), također ne postoji na gornjoj listi, oni su valjda izumrli, a isto bi se ticalo i klana Kukuruz (U'-che). Morgan navodi i 4 klana čija značenja nisu poznata.

## Vanjske poveznice
- LostWorlds.org | Ocmulgee Mounds: Creek/Muskogee Origins  Arhivirana inačica izvorne stranice od 8. lipnja 2011. (Wayback Machine)
- Muscogee (Creek) Nation of Oklahoma (official site)
- Creek (Muskogee) by Kenneth W. McIntosh -- Encyclopedia of North American Indians  Arhivirana inačica izvorne stranice od 24. ožujka 2005. (Wayback Machine)
- History of the Creek Indians in Georgia  Arhivirana inačica izvorne stranice od 29. srpnja 2020. (Wayback Machine)
- Poarch Creek Indians in Alabama
- http://www.poarchcreekindians.org/tribal_history.htm  Arhivirana inačica izvorne stranice od 7. travnja 2003. (Wayback Machine)
- Comprehensive Creek Language materials online  Arhivirana inačica izvorne stranice od 12. travnja 2008. (Wayback Machine)